# Bryan Cristante
Bryan Cristante (3. březen 1995, San Vito al Tagliamento, Itálie) je italský fotbalový záložník hrající za Řím i za reprezentaci Itálie.

## Přestupy
- z Milán do Benfica za 5 200 000 Euro
- z Benfica do Atalanta za 9 500 000 Euro
- z Atalanta do Řím za 5 000 000 Euro (hostování)
- z Atalanta do Řím za 22 000 000 Euro

## Statistika

### Klubová
| Sezóna             | Klub               | Liga               | Liga   | Liga | Ligové poháry | Ligové poháry | Ligové poháry | Kontinentální poháry | Kontinentální poháry | Kontinentální poháry | Celkem | Celkem |
| Sezóna             | Klub               | Soutěž             | Zápasy | Góly | Soutěž        | Zápasy        | Góly          | Soutěž               | Zápasy               | Góly                 | Zápasy | Góly   |
| ------------------ | ------------------ | ------------------ | ------ | ---- | ------------- | ------------- | ------------- | -------------------- | -------------------- | -------------------- | ------ | ------ |
| 2011/12            | Milan              | Serie A            | 0      | 0    | IP            | 0             | 0             | LM                   | 1                    | 0                    | 1      | 0      |
| 2012/13            | Milan              | Serie A            | 0      | 0    | IP            | 0             | 0             | LM                   | 0                    | 0                    | 0      | 0      |
| 2013/14            | Milan              | Serie A            | 3      | 1    | IP            | 1             | 0             | LM                   | 0                    | 0                    | 4      | 1      |
| Celkem za Milán    | Celkem za Milán    | Celkem za Milán    | 3      | 1    | -             | 1             | 0             | -                    | 1                    | 0                    | 5      | 1      |
| 2014/15            | Benfica            | Primeira Liga      | 5      | 0    | PP+PLP+PS     | 3+4+0         | 0+1+0         | LM                   | 3                    | 0                    | 15     | 1      |
| 2015/16            | Benfica            | Primeira Liga      | 2      | 0    | PP+PLP+PS     | 0+1+0         | 0             | LM                   | 2                    | 0                    | 5      | 0      |
| Celkem za Benficu  | Celkem za Benficu  | Celkem za Benficu  | 7      | 0    | -             | 8             | 1             | -                    | 5                    | 0                    | 20     | 1      |
| 2016               | Palermo            | Serie A            | 4      | 0    | IP            | 0             | 0             | -                    | 0                    | 0                    | 4      | 0      |
| 2016/17            | Pescara            | Serie A            | 16     | 0    | IP            | 2             | 0             | -                    | 0                    | 0                    | 18     | 0      |
| 2017               | Atalanta           | Serie A            | 12     | 3    | IP            | 0             | 0             | -                    | 0                    | 0                    | 12     | 3      |
| 2017/18            | Atalanta           | Serie A            | 36     | 9    | IP            | 3             | 0             | EL                   | 8                    | 3                    | 47     | 12     |
| Celkem za Atalantu | Celkem za Atalantu | Celkem za Atalantu | 48     | 12   | -             | 3             | 0             | -                    | 8                    | 3                    | 59     | 15     |
| 2018/19            | Řím                | Serie A            | 35     | 4    | IP            | 2             | 0             | LM                   | 7                    | 0                    | 44     | 4      |
| 2019/20            | Řím                | Serie A            | 26     | 1    | IP            | 2             | 0             | EL                   | 5                    | 0                    | 33     | 1      |
| 2020/21            | Řím                | Serie A            | 34     | 1    | IP            | 1             | 0             | EL                   | 13                   | 1                    | 48     | 2      |
| 2021/22            | Řím                | Serie A            | 34     | 2    | IP            | 2             | 0             | EKL                  | 14                   | 1                    | 50     | 3      |
| 2022/23            | Řím                | Serie A            | 36     | 1    | IP            | 2             | 0             | EL                   | 15                   | 0                    | 53     | 1      |
| 2023/24            | Řím                | Serie A            | 37     | 3    | IP            | 2             | 0             | EL                   | 13                   | 1                    | 52     | 4      |
| 2024/25            | Řím                | Serie A            | ?      | ?    | IP            | ?             | ?             | EL                   | ?                    | ?                    | ?      | ?      |
| Celkem za Řím      | Celkem za Řím      | Celkem za Řím      | 202    | 12   | -             | 11            | 0             | -                    | 67                   | 3                    | 228    | 11     |
| Celkově            | Celkově            | Celkově            | 280    | 25   | -             | 25            | 1             | -                    | 81                   | 6                    | 386    | 32     |

### Reprezentační

#### Statistika na velkých turnajích
| Reprezentace | Rok     | Zápasy             | Zápasy | Zápasy    | Zápasy           | Zápasy           | Zápasy           |
| Reprezentace | Rok     | Fáze turnaje       | Datum  | Soupeř    | Odehraných minut | Vstřelené branky | Výsledek         |
| ------------ | ------- | ------------------ | ------ | --------- | ---------------- | ---------------- | ---------------- |
| Itálie       | ME 2020 | 1 zápas ve skupině | 11. 6. | Turecko   | 16               | 0                | 3:0              |
| Itálie       | ME 2020 | 2 zápas ve skupině | 16. 6. | Švýcarsko | 3                | 0                | 3:0              |
| Itálie       | ME 2020 | 3 zápas ve skupině | 20. 6. | Wales     | 15               | 0                | 1:0              |
| Itálie       | ME 2020 | Osmifinále         | 26. 6. | Rakousko  | 12               | 0                | 2:1 v prodl.     |
| Itálie       | ME 2020 | Čtvrtfinále        | 2. 7.  | Belgie    | 16               | 0                | 2:1              |
| Itálie       | ME 2020 | Finále             | 11. 7. | Anglie    | 66               | 0                | 1:1, 3:2 na pen. |
| Itálie       | ME 2024 | 1 zápas ve skupině | 15. 6. | Albánie   | 13               | 0                | 2:1              |
| Itálie       | ME 2024 | 2 zápas ve skupině | 20. 6. | Španělsko | 45               | 0                | 0:1              |
| Itálie       | ME 2024 | Osmifinále         | 29. 6. | Švýcarsko | 75               | 0                | 0:2              |

#### Reprezentační branky
| Gól | Datum       | Stadion                                                 | Soupeř    | Skóre | Výsledek | Soutěž           |
| --- | ----------- | ------------------------------------------------------- | --------- | ----- | -------- | ---------------- |
| 010 | 7. 10. 2020 | Stadio Artemio Franchi, Florencie, Itálie               | Moldavsko | 1:0   | 6:0      | Přátelské utkání |
| 02  | 29. 3. 2022 | Konya Metropolitan Municipality Stadium, Konya, Turecko | Turecko   | 1:1   | 2:3      | Přátelské utkání |

## Úspěchy

### Klubové

#### Národní
- vítěz portugalské ligy (1x)

Benfica: 2014/15
- vítěz portugalského ligového poháru (1x)

Benfica: 2014/15

#### Kontinentální
- vítěz evropské konferenční ligy UEFA (1x)

Řím: 2021/22

### Reprezentační
- 2× na ME (2020 – zlato, 2024)
- 2× na LN (2020/21 – bronz, 2022/23 – bronz)

### Vyznamenání
Řád zásluh o Italskou republiku (16. 7. 2021) z podnětu Prezidenta Itálie